# Península de Pasteur

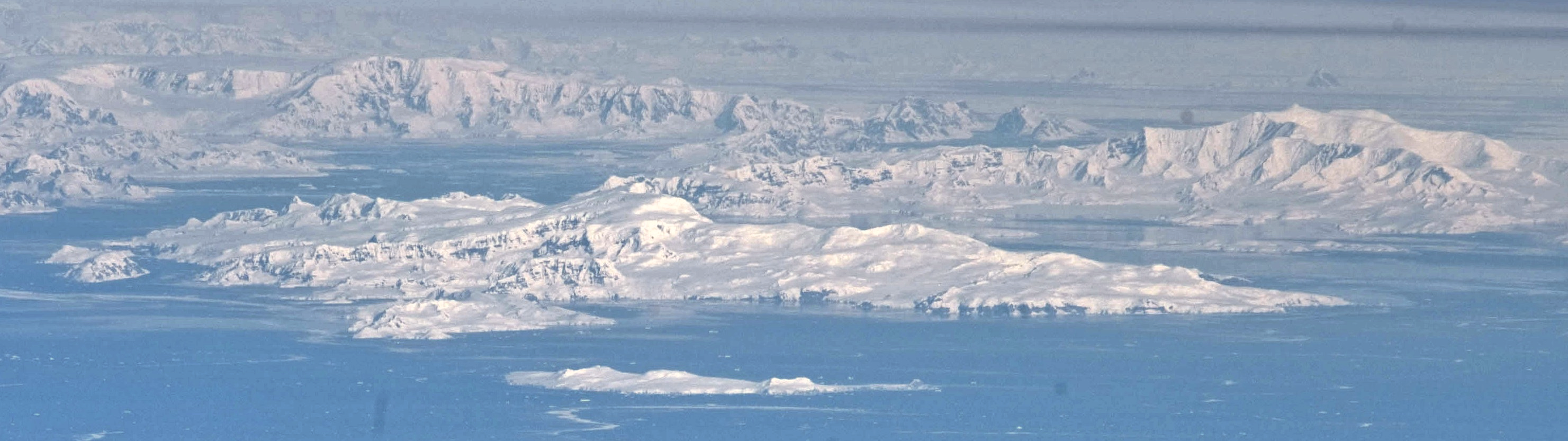
Ilha Brabant do nordeste, com a Ilha Anvers (à direita) e a Península Antártica ao fundo; A Península de Pasteur é vista como a parte mais próxima da ilha à direita.

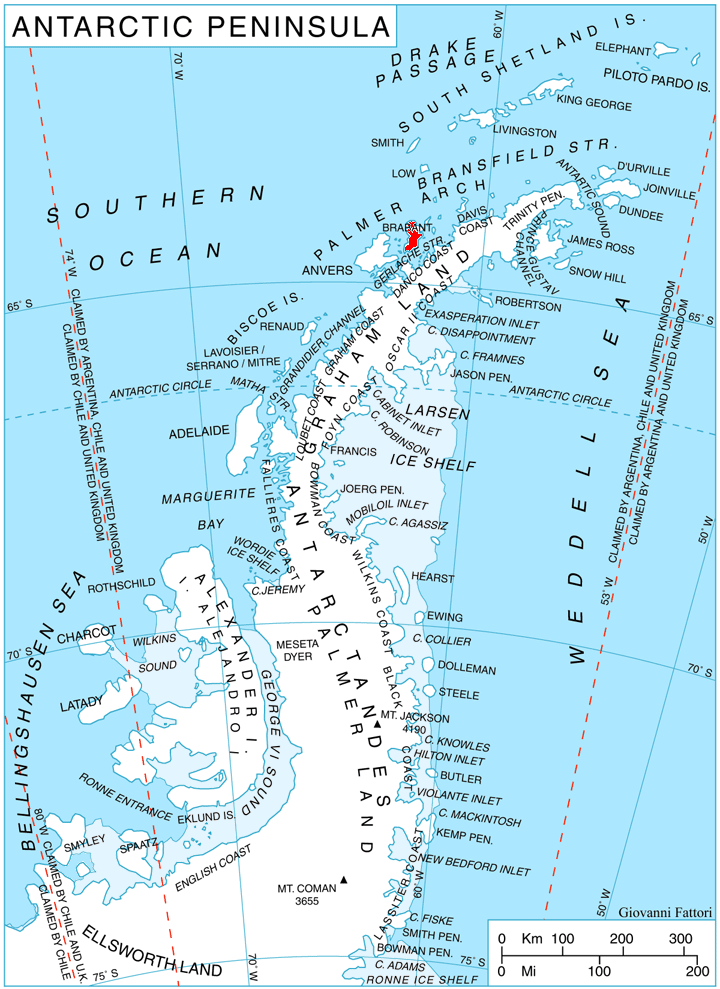
Localização da Ilha de Brabant na região da Península Antártica.

A Península de Pasteur é uma ampla península 9 km (5.6 mi) comprimento em uma direção norte-sul e variando de 8–13 km (5.0–8.1 mi) largura entre Guyou Bay e Bouquet Bay, formando o extremo norte da Ilha Brabant no arquipélago Palmer da Antártica
Seu interior é ocupado pela parte norte das montanhas Stribog drenadas pelos glaciares Oshane, Podayva, Burevestnik e Lister.
A península foi mapeada pela Expedição Antártica Francesa, 1903–05, e nomeada por seu líder Jean-Baptiste Charcot em homenagem a Louis Pasteur.

## Mapas
- Banco de dados digital da Antártica (ADD). Escala 1: 250000 mapa topográfico da Antártica. Comitê Científico de Pesquisa Antártica (SCAR). Desde 1993, regularmente atualizado e atualizado.
- Território Antártico Britânico. Escala 1: mapa topográfico de 200.000. Série DOS 610, Folha W 64 62. Directorate of Overseas Surveys, Tolworth, UK, 1980.
- Ilha de Brabant para as ilhas argentinas. Escala 1: mapa topográfico de 250000. British Antarctic Survey, 2008.